# Girlfriend in a Coma (film)
(Philippe Ridet, Le Monde)
(Il Sole 24 Ore)
(Marco Zatterin, La Stampa)
Girlfriend in a Coma è un film documentario del 2012 diretto da Annalisa Piras, scritto da lei con Bill Emmott, ispirato al saggio di quest'ultimo Good Italy, Bad Italy, e prodotto da Springshot Productions.
Il documentario si basa sulla distinzione fra la "Mala Italia" contrapposta alla "Buona Italia", e per evidenziarne le differenze gli autori intervistano diversi esponenti della politica italiana, fra cui l'allora primo ministro Mario Monti, dell'economia, come l'amministratore delegato FIAT Sergio Marchionne, e della cultura italiana, incluso lo scrittore e semiologo Umberto Eco. Le posizioni fortemente critiche nei confronti di Silvio Berlusconi, della sua attività politica e di governo, e del berlusconismo hanno causato problemi alla sua distribuzione italiana.
Il film è stato proiettato per la prima volta a Londra il 26 novembre 2012 presso l'Institute of Contemporary Arts alla presenza di cineasti britannici, politici, diplomatici, opinionisti e molti italiani residenti all'estero, compresi alcuni imprenditori come John Elkann, presidente della FIAT, e Vittorio Colao, amministratore delegato di Vodafone.
Il titolo del film proviene dall'omonima canzone del gruppo rock britannico The Smiths. Emmott lo ha scelto come titolo riferendosi al suo coinvolgimento emotivo con l'Italia, vista come una fidanzata che versa in uno stato comatoso.

## Trama
Il documentario si interroga sulla situazione politica italiana e sul processo di declino economico e sociale subito dal Paese nel precedente ventennio. La tesi del documentario è che questo processo è il frutto di una situazione peculiare dell'Italia, un collasso morale che non trova riscontro in nessun'altra nazione del mondo occidentale. L'arretramento dell'Italia nelle varie classifiche mondiali viene illustrato con l'immagine della caduta della sua personificazione nazionale, una giovane Italia turrita, nel Pozzo di San Patrizio di Orvieto.
Il film è diviso in tre parti: La mala Italia, La buona Italia e Gli ignavi, una tripartizione che corrisponde a quella Inferno-Paradiso-Purgatorio della Divina Commedia. Non è questo l'unico richiamo all'opera, dal momento che diversi momenti del film sono inframezzati e sottolineati da frammenti poetici di Dante Alighieri recitati in inglese da Benedict Cumberbatch e in italiano da Roberto Herlitzka.

## Critica
A parere del documentarista e giornalista Wolfgang Achtner, già ambasciatore per il dialogo tra scienza e religione in Germania, il film non è un documentario "anti-Berlusconi" né ha per obiettivo il discredito dell'Italia; sarebbe piuttosto un atto d'amore verso il Bel Paese, una sorta di "chiamata alle armi" degli italiani onesti e un invito rivolto in particolare ai giovani, a impegnarsi per far uscire dalla crisi l'Italia e determinarne un cambiamento in meglio.
Philip French, critico cinematografico del The Observer dal 1978, ha notato come il film risulta particolarmente provocatorio nelle considerazioni e nella messa in luce del ruolo di primo piano svolto dal Vaticano sui dilemmi morali e politici della nazione. Nel documentario, ad esempio, viene riportata l'opinione di Maurizio Viroli che sottolinea l'influenza della doppia morale cattolica nella formazione e nella definizione dell'identità italiana, citando Machiavelli che addebitava il degrado della sfera morale dell'Italia all'invadenza della religione cattolica.
Philippe Ridet, corrispondente da Roma di Le Monde, definisce il film un «bellissimo e crudele documentario» e risponde ai critici della pellicola, che vi vedono soltanto un attacco all'Italia e un'esasperazione dei suoi lati negativi, dicendo che l'unico vero pregiudizio nei confronti del Bel Paese da parte dei due autori è quello dell'amore. Dello stesso parere Pierre de Gasquet, Les Echos, che vede nel film un accorato appello all'Italia e agli italiani a riprendere il controllo del proprio destino,

## Distribuzione in Italia e controversie
La proiezione del film era stata originariamente programmata al MAXXI - Museo nazionale delle arti del XXI secolo di Roma per il giorno 13 febbraio 2013. Per decisione di Giovanna Melandri, presidente della Fondazione MAXXI, la presentazione è però stata procrastinata a data da definirsi e comunque non prima delle elezioni politiche del 2013 a difesa della par condicio. Questa decisione ha suscitato le critiche dell'autore Bill Emmott che ha parlato di censura e di Stefano Corradino, direttore del sito web articolo21.org, che ha lanciato una petizione chiedendo a Giovanna Melandri di fare marcia indietro e riprogrammare l'uscita del film prima delle elezioni. La petizione ha raccolto più di 30'000 firme e il film è stato proiettato, per la prima volta in Italia, al Teatro Eliseo a Roma il 13 febbraio 2013.
Vista la crescente popolarità raggiunta, l'emittente satellitare Sky Italia ha deciso di trasmettere il film in prima visione televisiva il 15 febbraio 2013 sul canale tematico Sky Cinema Cult come parte della rassegna Cultpolitik dedicata alla politica italiana e internazionale. Negli stessi giorni il sito internet del settimanale L'Espresso ha messo a disposizione il download completo del film. Il film è stato trasmesso anche nel Regno Unito il 26 febbraio 2013 dall'emittente BBC Four. Il film è stato inoltre trasmesso in chiaro dall'emittente televisiva LA7 il 9 marzo 2013 in prima serata e in seconda serata il 4 luglio e 20 agosto 2013.
Dopo le polemiche sulla ritardata distribuzione in Italia, gli autori hanno deciso di lanciare e promuovere il film attraverso un tour (GIAC on tour, dalle iniziali del titolo del film) nelle principali città europee e in diverse città italiane a partire dal febbraio 2013.

## Reazione dei media internazionali
Il divieto della proiezione in nome della par condicio ha suscitato scalpore anche all'estero e diverse testate si sono occupate della vicenda. Fra i vari interventi giornalistici, Lizzy Davies, corrispondente da Roma per The Guardian, ha messo in evidenza come il museo si sia dichiarato completamente svincolato da qualunque imposizione dall'alto, ma abbia agito nella persona di Giovanna Melandri soltanto nel rispetto della "correttezza istituzionale" durante una campagna elettorale così delicata.
Oltre all'indignazione per il divieto imposto dal MAXXI, il film ha svolto un ruolo importante anche nell'attirare l'attenzione internazionale sull'argomento Italia, sul suo declino economico e politico e sulle implicazioni che questo potesse avere all'interno del panorama internazionale. Al Jazeera cita il film sottolineando come sia riuscito a mostrare i vizi e le virtù dell'Italia post-berlusconiana e l'ingovernabilità del paese in un'Europa in cui sembra aver predominato la politica dell'austerità. Il canale televisivo arte lo definisce un «documentaire électrochoc» che mostra un'Italia asfissiata e maltrattata, ma che ha nella diaspora italiana, in tutti i giovani professionisti che hanno lasciato il paese, la risposta per una futura rinascita.

## Lista degli intervistati
In ordine alfabetico:
- Giuliano Amato
- Massimo Banzi
- Emma Bonino
- Mario Calabresi
- Susanna Camusso
- Vittorio Colao
- Cristina Comencini
- Solen De Luca
- Umberto Eco
- John Elkann
- Giovanni Ferrero
- Elsa Fornero
- Eva Giovannini
- Livia Giuggioli
- Hugh Grant
- Nicola Gratteri
- Beppe Grillo
- Giampiero Judica
- Vincenzo Linarello
- Stefano Livadiotti
- Bruno Manfellotto
- Emma Marcegaglia
- Sergio Marchionne
- Mario Monti
- Nanni Moretti
- Don Giacomo Panizza
- Carlo Petrini
- Quayola
- Matteo Renzi
- Roberto Saviano
- Toni Servillo
- Giovanna Tinetti
- Marco Travaglio
- Federico Varese
- Maurizio Viroli
- Nicol Vizioli
- Lorella Zanardo